# 布雷佐伊
布雷佐伊是羅馬尼亞的城鎮，位於該國中部，距離首府勒姆尼庫沃爾恰30公里，由沃爾恰縣負責管轄，面積110平方公里，海拔高度330米，2009年人口6,982，大多數居民信奉東正教。
45°21′N 24°15′E / 45.350°N 24.250°E